# Maxximize Records
Maxximize (también conocido como MAXXIMIZE Records) es un sello discográfico fundado el 1 de septiembre del 2015 por el dúo holandés de DJs y productores de música electrónica Blasterjaxx. Es uno de los 40 subsellos que posee Spinnin' Records. En sus primeros meses dieron a conocer a numerosos nuevos artistas como Breathe Carolina, Marnik, Wom-Bat, 7 Skies o Kevu.
Ese mismo año se año se lanzó el primer single del sello, Heartbreak producido por Blasterjaxx

## Artistas
- ANG
- ANGEMI
- ASCO
- 7 Skies
- Alpharock
- Blasterjaxx
- Bobby Rock
- BOOSTEDKIDS
- Breathe Carolina
- Declain
- CARTA
- Cuebrick
- Dannic
- DBSTF
- Delayers
- Florian Picasso
- Futuristic Polar Bears
- JETFIRE
- Jewelz & Sparks
- KEVU
- Lost Stories
- Luca Testa
- Tom Swoon
- Marnik
- Maeva Carter
- Noizekid
- Olly James
- Raven & Kreyn
- REGGIO
- RIVERO
- Timmy Trumpet
- Tony Junior
- Vion Konger
- Maarten Vorwerk
- Vush
- Wasback
- Wom-bat

## Lanzamientos [MAXX][4]
| Artista                                         | Lanzamiento                                                                                             | Tipo      | Fecha      | Catálogo | Notas |
| ----------------------------------------------- | --- | --------- | ---------- | -------- | --- |
| Blasterjaxx                                     | Heartbreak                                                                                              | Single    | 30/11/2015 | MAXX001  | - |
| Blasterjaxx & DBSTF                             | Parnassia                                                                                               | Single    | 18/01/2016 | MAXX002  | - |
| BOOSTEDKIDS                                     | Get Ready!                                                                                              | Single    | 23/02/2016 | MAXX003  | Blasterjaxx Edit |
| Jewelz & Sparks                                 | Drip | Single    | 14/03/2016 | MAXX004  | - |
| Blasterjaxx & Breathe Carolina                  | Soldier                                                                                                 | Single    | 28/03/2016 | MAXX005  | - |
| Bobby Rock                                      | Make Noise                                                                                              | Single    | 11/04/2016 | MAXX006  | - |
| Marnik & Wom-Bat                                | Flying Turtles                                                                                          | Single    | 25/04/2016 | MAXX007  | - |
| Alpharock & 7 Skies                             | Pull The Switch                                                                                         | Single    | 09/05/2016 | MAXX008  | - |
| Blasterjaxx                                     | The Silmarillia                                                                                         | Single    | 23/05/2016 | MAXX009  | - |
| Olly James & KEVU                               | Bandana                                                                                                 | Single    | 23/06/2016 | MAXX010  | - |
| Hiisak                                          | La Fanfarra                                                                                             | Single    | 18/07/2016 | MAXX011  | Tom Swoon Edit |
| Blasterjaxx & DBSTF                             | Hit Me (ft. Go Comet!)                                                                                  | Single    | 01/08/2016 | MAXX012  | - |
| Vato González & Sebastian Bronk                 | Hyper Riddim                                                                                            | Single    | 08/08/2016 | MAXX013  | - |
| Timmy Trumpet & ANGEMI                          | Collab Bro                                                                                              | Single    | 29/08/2016 | MAXX014  | - |
| Florian Picasso                                 | Sheitan                                                                                                 | Single    | 19/09/2016 | MAXX015  | - |
| Blasterjaxx                                     | Big Bird                                                                                                | Single    | 03/10/2016 | MAXX016  | - |
| JETFIRE X Lost Stories X Carta                  | India                                                                                                   | Single    | 17/10/2016 | MAXX017  | - |
| Ralvero                                         | U Got 2 Know                                                                                            | Single    | 31/10/2016 | MAXX018  | - |
| Blasterjaxx & Marnik                            | Heart Starts To Beat                                                                                    | Single    | 21/11/2016 | MAXX019  | - |
| M35 & Wasback ft. Elle Vee                      | Let It Go                                                                                               | Single    | 05/12/2016 | MAXX020  | - |
| Blasterjaxx                                     | No Sleep                                                                                                | Single    | 30/12/2016 | MAXX021  | - |
| Dannic & DBSTF                                  | Noise                                                                                                   | Single    | 16/01/2017 | MAXX022  | - |
| ANG                                             | Take Me Away                                                                                            | Single    | 30/01/2017 | MAXX023  | - |
| Delayers & Vush                                 | Woody                                                                                                   | Single    | 21/02/2017 | MAXX024  | - |
| Blasterjaxx                                     | Black Rose (ft. Jonathan Mendelsohn)                                                                    | Single    | 27/02/2017 | MAXX025  | - |
| Blasterjaxx                                     | XX Files EP                                                                                             | EP        | 10/03/2017 | MAXX026  | - |
| Olly James                                      | Aruna                                                                                                   | Single    | 27/03/2017 | MAXX027  | - |
| ANG & REGGIO                                    | Shift                                                                                                   | Single    | 17/04/2017 | MAXX028  | - |
| Tom Swoon & Maximals                            | Helter Skelter                                                                                          | Single    | 19/05/2017 | MAXX029  | - |
| Blasterjaxx                                     | Collide (ft. David Spekter)                                                                             | Single    | 18/02/2017 | MAXX030  | - |
| Blasterjaxx                                     | More (ft. Mister Blonde)                                                                                | Single    | 25/02/2017 | MAXX031  | - |
| Blasterjaxx                                     | Savage                                                                                                  | Single    | 15/05/2017 | MAXX032  | - |
| Blasterjaxx & Bart Claessen                     | NUKE | Single    | --------   | MAXX033  | Track cancelado por reclamos de copyright.                                                                                          |
| Wasback                                         | Shudder                                                                                                 | Single    | 26/06/2017 | MAXX034  | - |
| Crystal Lake                                    | Roots                                                                                                   | Single    | 14/08/2017 | MAXX035  | Blasterjaxx Edit |
| Blasterjaxx                                     | XX Files (Festival Edition)                                                                             | EP        | 02/06/2017 | MAXX036  | - |
| Blasterjaxx                                     | Booster Pack                                                                                            | EP        | 21/07/2017 | MAXX037  | IHNI, Malefic. |
| Dannic X Tom & Jame                             | Ready                                                                                                   | Single    | 31/07/2017 | MAXX038  | - |
| Blasterjaxx                                     | Temple                                                                                                  | Single    | 17/07/2017 | MAXX039  | - |
| Blasterjaxx & Tom Swoon                         | All I Ever Wanted                                                                                       | Single    | 01/09/2017 | MAXX040  | - |
| Blasterjaxx                                     | Bizarre                                                                                                 | Single    | 06/10/2017 | MAXX041  | - |
| Olly James                                      | Phenom EP                                                                                               | EP        | 16/10/2017 | MAXX042  | Bad, Blow. |
| Blasterjaxx & Timmy Trumpet                     | Narco                                                                                                   | Single    | 13/11/2017 | MAXX043  | - |
| Wasback & D3FAI                                 | Flight 49                                                                                               | Single    | 30/10/2017 | MAXX044  | Blasterjaxx Edit |
| Will Sparks & Luciana                           | Bad Connection                                                                                          | Single    | 04/12/2017 | MAXX045  | - |
| Blasterjaxx                                     | Follow                                                                                                  | Single    | 15/12/2017 | MAXX046  | - |
| Blasterjaxx & Olly James                        | Phoenix                                                                                                 | Single    | 15/01/2018 | MAXX047  | - |
| KAAZE                                           | Opera (ft. Elle Vee)                                                                                    | Single    | 29/01/2018 | MAXX048  | - |
| Maeva Carter                                    | Escape                                                                                                  | Single    | 19/02/2018 | MAXX049  | - |
| Wasback                                         | Rise Again (ft. Drew Ryn)                                                                               | Single    | 12/03/2018 | MAXX050  | - |
| Blasterjaxx                                     | 1 Second                                                                                                | Single    | 26/03/2018 | MAXX051  | - |
| Olly James                                      | Turn Away                                                                                               | Single    | 09/04/2018 | MAXX052  | - |
| Blasterjaxx                                     | Río | Single    | 07/05/2018 | MAXX053  | - |
| Sick Individuals                                | The Key                                                                                                 | Single    | 25/05/2018 | MAXX054  | - |
| Blasterjaxx & Bassjackers                       | Switch                                                                                                  | Single    | 15/06/2018 | MAXX055  | - |
| LoaX                                            | Original Vibe                                                                                           | Single    | 02/07/2018 | MAXX056  | - |
| Olly James & 22Bullets                          | Bad To The Bone                                                                                         | Single    | 08/08/2018 | MAXX057  | - |
| Luca Testa & Joey Dale                          | All In My Head (ft. Philip Matta)                                                                       | Single    | 29/08/2018 | MAXX058  | - |
| Futuristic Polar Bears                          | Aventus                                                                                                 | Single    | 24/09/2018 | MAXX059  | - |
| Declain & Elle Vee                              | EYES SHUT                                                                                               | Single    | 11/10/2018 | MAXX060  | - |
| RIVERO & Triangle                               | WICKD (ft. Dean)                                                                                        | Single    | 08/11/2018 | MAXX061  | - |
| Cuebrick & Jochen Miller                        | With You                                                                                                | Single    | 23/11/2018 | MAXX062  | - |
| Wasback & Maeva Carter                          | Fatal (ft. Drew Ryn)                                                                                    | Single    | 20/12/2018 | MAXX063  | - |
| ANG                                             | Make It Move                                                                                            | Single    | 16/01/2019 | MAXX064  | - |
| Cuebrick & Jochen Miller                        | T-Shirt                                                                                                 | Single    | 28/01/2019 | MAXX065  | - |
| Olly James                                      | CA$H | Single    | 27/02/2019 | MAXX066  | - |
| KEVU & Maeva Carter                             | Cha Cha                                                                                                 | Single    | 14/03/2019 | MAXX067  | - |
| Abel Ramos & Sansixto                           | Bounce                                                                                                  | Single    | 10/04/2019 | MAXX068  | - |
| Olly James & David Shane                        | Tokyo                                                                                                   | Single    | 16/07/2019 | MAXX069  | - |
| Blasterjaxx                                     | Perspective (The - Album)                                                                               | Album     | 19/07/2019 | MAXX070  | - |
| ANGEMI & Futuristic Polar Bears                 | Odyssey                                                                                                 | Single    | 31/07/2019 | MAXX071  | - |
| Raven & Kreyn                                   | Step Aside                                                                                              | Single    | 12/09/2019 | MAXX072  | - |
| KEVU & Vorwerk                                  | Night At The Opera                                                                                      | Single    | 07/10/2019 | MAXX073  | - |
| Tony Junior & John Christian                    | Technoprime                                                                                             | Single    | 09/10/2019 | MAXX074  | - |
| Blasterjaxx                                     | Blackout                                                                                                | Single    | 20/10/2019 | MAXX075  | - |
| Bad Nelson & Maeva Carter                       | Underground                                                                                             | Single    | 04/10/2019 | MAXX076  | - |
| DJ Ghost                                        | Radar                                                                                                   | Single    | 11/10/2019 | MAXX077  | - |
| ANG                                             | La Guitarra                                                                                             | Single    | 28/10/2019 | MAXX078  | - |
| ASCO                                            | We Come Alive (ft. Reptile Room)                                                                        | Single    | 03/11/2019 | MAXX079  | - |
| Blasterjaxx                                     | Monster (ft. Junior Funke)                                                                              | Single    | 08/11/2019 | MAXX080  | - |
| Wasback & DJ Junior (TW)                        | Alive                                                                                                   | Single    | 22/11/2019 | MAXX081  | - |
| Blasterjaxx & Olly James                        | Life Is Music                                                                                           | Single    | 13/10/2019 | MAXX082  | - |
| Olly James                                      | Ámsterdam                                                                                               | Single    | 03/01/2020 | MAXX083  | - |
| Varios Artistas                                 | Maxximize Future Sounds EP                                                                              | EP        | 24/01/2020 | MAXX084  | KEVU - Pull Up, ASCO - Latenza, Zafrir - Hena (ft. Dikanda), IGNITION - Rababah, PVLSE - Tell Me (ft. KARRA), Vion Konger - Revolt. |
| Blasterjaxx                                     | Monster (ft. Junior Funke) (The Remixes)                                                                | EP, Remix | 31/01/2020 | MAXX085  | KEVU, Luca Testa, Wasback, ASCO. |
| Blasterjaxx                                     | MTHRFCKR                                                                                                | Single    | 07/02/2020 | MAXX086  | - |
| Vorwerk & Jimmy Clash                           | Snakebite (ft. Da Knightshiftah)                                                                        | Single    | 14/02/2020 | MAXX087  | - |
| ASCO                                            | We Come Alive (ft. Reptile Room) (Acoustic Version)                                                     | Remix     | 04/03/2020 | MAXX088  | - |
| Blasterjaxx                                     | Party All Week (ft. JAMEZ)                                                                              | Single    | 06/03/2020 | MAXX089  | Primer sencillo con nuevo formato de portada.                                                                                       |
| Raven & Kreyn                                   | Express Yourself                                                                                        | Single    | 23/03/2020 | MAXX090  | - |
| Blasterjaxx & ASCO                              | Alive (ft. Norah B.)                                                                                    | Single    | 10/04/2020 | MAXX091  | - |
| Tony Junior & Tommy Jayden                      | Blow Up                                                                                                 | Single    | 17/04/2020 | MAXX092  | - |
| Pessto & Mountblaq                              | Mai Tai                                                                                                 | Single    | 24/04/2020 | MAXX093  | - |
| Olly James, KEVU & Luca Testa                   | Not Around                                                                                              | Single    | 01/05/2020 | MAXX094  | - |
| Declain & Elle Vee                              | Universal Language                                                                                      | Single    | 08/05/2020 | MAXX095  | - |
| Blasterjaxx                                     | Phantasia                                                                                               | Single    | 15/05/2020 | MAXX096  | - |
| Vion Konger                                     | Bring It                                                                                                | Single    | 22/05/2020 | MAXX097  | - |
| Marc Benjamin                                   | Turn Up                                                                                                 | Single    | 29/05/2020 | MAXX098  | - |
| DIM3NSION                                       | Witcher                                                                                                 | Single    | 05/06/2020 | MAXX099  | - |
| Cuebrick                                        | The Dawn (ft. IIVES)                                                                                    | Single    | 12/06/2020 | MAXX100  | - |
| Patrick Moreno & IGNITION (CA)                  | Feel The Power (ft. Alex Holmes)                                                                        | Single    | 19/06/2020 | MAXX101  | - |
| KEVU & Roy Dest                                 | Dead or Alive                                                                                           | Single    | 26/06/2020 | MAXX102  | - |
| Mr. Sid & VERSUS                                | Lights                                                                                                  | Single    | 03/07/2020 | MAXX103  | - |
| Mountblaq & NAEMS                               | Bacana                                                                                                  | Single    | 10/07/2020 | MAXX104  | - |
| Teknoclash, Lost Identity & Boogshe             | Get Rich (ft. Donna Lugassy)                                                                            | Single    | 17/07/2020 | MAXX105  | - |
| Zafrir                                          | LALAWE                                                                                                  | Single    | 07/08/2020 | MAXX106  | - |
| Husman x Jaxx & Vega                            | Venom                                                                                                   | Single    | 14/08/2020 | MAXX107  | - |
| Blasterjaxx & Shiah Maisel                      | One More Smile                                                                                          | Single    | 04/09/2020 | MAXX108  | - |
| Declain                                         | High On Love                                                                                            | Single    | 18/09/2020 | MAXX109  | - |
| Blasterjaxx & Shiah Maisel                      | One More Smile (Blasterjaxx Arena Mix)                                                                  | Remix     | 25/09/2020 | MAXX110  | - |
| Olly James & ASCO                               | Shine (ft. Jordan Grace)                                                                                | Single    | 02/10/2020 | MAXX111  | - |
| ANG & KEVU                                      | For Our People                                                                                          | Single    | 09/10/2020 | MAXX112  | - |
| WildVibes & Patrick Key                         | Meant For You (ft. Lasso The Sun)                                                                       | Single    | 23/10/2020 | MAXX113  | - |
| Blasterjaxx                                     | Legion                                                                                                  | Single    | 29/10/2020 | MAXX114  | - |
| Luca Testa & BIGMOO                             | Vibrations                                                                                              | Single    | 30/10/2020 | MAXX115  | - |
| Blasterjaxx                                     | Rescue Me (ft. Amanda Collis)                                                                           | Single    | 06/11/2020 | MAXX116  | IV EP Track 1 |
| Blasterjaxx                                     | Wild Ride (ft. Henao)                                                                                   | Single    | 13/11/2020 | MAXX117  | IV EP Track 2 |
| Blasterjaxx & Zafrir                            | Zurna                                                                                                   | Single    | 20/11/2020 | MAXX118  | IV EP Track 3 |
| Blasterjaxx                                     | Rise Up                                                                                                 | Single    | 27/11/2020 | MAXX119  | IV EP Track 4 |
| Blasterjaxx                                     | IV | EP        | 02/12/2020 | MAXX120  | Rescue Me, Wild Ride, Zurna, Rise Up.                                                                                               |
| Bancali & No Others                             | Level (ft. Shai)                                                                                        | Single    | 04/12/2020 | MAXX121  | - |
| Gian Varela & DISTO                             | Back Up                                                                                                 | Single    | 16/12/2020 | MAXX122  | - |
| Blasterjaxx x Raven & Kreyn                     | Bodytalk (STFU)                                                                                         | Single    | 18/12/2020 | MAXX123  | - |
| Olly James                                      | Disco                                                                                                   | Single    | 08/01/2021 | MAXX124  | - |
| Blasterjaxx & Gabry Ponte                       | Golden (ft. RIELL)                                                                                      | Single    | 15/01/2021 | MAXX125  | - |
| Zafrir                                          | Warfare                                                                                                 | Single    | 22/01/2021 | MAXX126  | - |
| Husman & SaberZ                                 | Quarantine                                                                                              | Single    | 25/01/2021 | MAXX127  | - |
| KEVU                                            | Melody                                                                                                  | Single    | 29/01/2021 | MAXX128  | - |
| Isaac Palmer & Tony Junior                      | Inception                                                                                               | Single    | 05/02/2021 | MAXX129  | - |
| Blasterjaxx & Jebroer                           | Symphony                                                                                                | Single    | 12/02/2021 | MAXX130  | - |
| Dr Phunk                                        | No No No                                                                                                | Single    | 19/02/2021 | MAXX131  | - |
| Cuebrick & Futuristic Polar Bears & Angie Vu Ha | Addiction (ft. IIVES)                                                                                   | Single    | 26/02/2021 | MAXX132  | - |
| Justin Prime & Vito Mendez                      | Rebirth Of Sound                                                                                        | Single    | 05/03/2021 | MAXX133  | - |
| Blasterjaxx & Dr Phunk                          | Here Without You                                                                                        | Single    | 12/03/2021 | MAXX134  | - |
| Blackcode                                       | Scars (ft. Jess Sarubbi)                                                                                | Single    | 19/03/2021 | MAXX135  | - |
| Danimal                                         | Wolves                                                                                                  | Single    | 22/03/2021 | MAXX136  | - |
| Blasterjaxx                                     | Rulers Of The Night (10 Years) (ft. RIELL)                                                              | Single    | 02/04/2021 | MAXX137  | - |
| Darius & Finlay                                 | Superbeast                                                                                              | Single    | 09/04/2021 | MAXX138  | - |
| Declain & Elle Vee                              | Favorite Person                                                                                         | Single    | 23/04/2021 | MAXX139  | - |
| ANG x Jaxx & Vega                               | Shark Attack                                                                                            | Single    | 30/04/2021 | MAXX140  | - |
| DSTRQT                                          | I Wanna Know                                                                                            | Single    | 30/04/2021 | MAXX141  | - |
| Renato S                                        | Ragnarok                                                                                                | Single    | 07/05/2021 | MAXX142  | - |
| D-Stroyer                                       | Hero's Born                                                                                             | Single    | 07/05/2021 | MAXX143  | - |
| Blasterjaxx & Mariana BO                        | Dreams (ft. LUISAH)                                                                                     | Single    | 14/05/2021 | MAXX144  | - |
| Blasterjaxx                                     | Rescue Me (ft. Amanda Collis) (Jeffrey Sutorius Remix)                                                  | Remix     | 21/05/2021 | MAXX145  | IV EP Remixed Track 1 |
| Joffrey Lorquet & Diegx                         | Love Again (ft. Kody Ternes)                                                                            | Single    | 21/05/2021 | MAXX146  | - |
| Blasterjaxx                                     | Wild Ride (ft. Henao) (WildVibes Remix)                                                                 | Remix     | 28/05/2021 | MAXX147  | IV EP Remixed Track 2 |
| Cuebrick & Patrick Moreno                       | Till We Meet Again (ft. Alessa)                                                                         | Single    | 28/05/2021 | MAXX148  | - |
| Blasterjaxx                                     | Our World (ft. Daniele Sorrentino)                                                                      | Single    | 04/06/2021 | MAXX149  | Mystica: Chapter 1 / Track 1 |
| Blasterjaxx                                     | Speaker Slayer                                                                                          | Single    | 11/06/2021 | MAXX150  | Mystica: Chapter 1 / Track 2 |
| DSTRQT                                          | Hypnotize                                                                                               | Single    | 11/06/2021 | MAXX151  | - |
| Blasterjaxx & Zafrir                            | Flying Dutchman                                                                                         | Single    | 18/06/2021 | MAXX152  | Mystica: Chapter 1 / Track 3 |
| Raven & Kreyn x Bouncemakers                    | Ready                                                                                                   | Single    | 18/06/2021 | MAXX153  | - |
| Blasterjaxx                                     | Liberty (ft. Heleen)                                                                                    | Single    | 25/06/2021 | MAXX154  | Mystica: Chapter 1 / Track 4 |
| Blasterjaxx                                     | Hard Rave                                                                                               | Single    | 02/07/2021 | MAXX155  | Mystica: Chapter 1 / Track 5 |
| Blasterjaxx                                     | Mystica: Chapter 1                                                                                      | EP        | 06/07/2021 | MAXX156  | Our World, Speaker Slayer, Flying Dutchman, Liberty, Hard Rave.                                                                     |
| Zheno                                           | Stay Together                                                                                           | Single    | 09/07/2021 | MAXX157  | - |
| Blasterjaxx & Zafrir                            | Zurna (Dimatik Remix)                                                                                   | Remix     | 16/07/2021 | MAXX158  | IV EP Remixed Track 3 |
| Blasterjaxx                                     | Rise Up (Dr Phunk Remix)                                                                                | Remix     | 16/07/2021 | MAXX159  | IV EP Remixed Track 4 |
| Blasterjaxx                                     | IV (Remixes)                                                                                            | Remix, EP | 16/07/2021 | MAXX160  | Rescue Me (Jeffrey Sutorius Remix), Wild Ride (WildVibes Remix), Zurna (Dimatik Remix), Rise Up (Dr Phunk Remix).                   |
| Gabry Ponte & Roberto Molinaro                  | Superman                                                                                                | Single    | 16/07/2021 | MAXX161  | - |
| Troyak & Komb                                   | Ritual                                                                                                  | Single    | 23/07/2021 | MAXX162  | - |
| Vessbroz                                        | Worshipper                                                                                              | Single    | 30/07/2021 | MAXX163  | - |
| Husman                                          | Who You Are                                                                                             | Single    | 30/07/2021 | MAXX164  | - |
| Blasterjaxx & Blackcode                         | Breathe Again (ft. Robbie Rosen)                                                                        | Single    | 06/08/2021 | MAXX165  | - |
| Andrea Crocicchia                               | Don't Mind                                                                                              | Single    | 06/08/2021 | MAXX166  | - |
| Husman                                          | Drama                                                                                                   | Single    | 13/08/2021 | MAXX167  | - |
| Darius & Finlay                                 | Meant To Be                                                                                             | Single    | 20/08/2021 | MAXX168  | - |
| Blasterjaxx x Harris & Ford                     | Bassman                                                                                                 | Single    | 20/08/2021 | MAXX169  | - |
| Danimal & Max Moore                             | Unshakable                                                                                              | Single    | 27/08/2021 | MAXX170  | - |
| Sunlike Brothers & MAD SNAX                     | Wind Me Up                                                                                              | Single    | 27/08/2021 | MAXX171  | - |
| Zafrir                                          | Lonely Wolf                                                                                             | Single    | 03/09/2021 | MAXX172  | - |
| Jewelz & Sparks vs Futuristic Polar Bears       | Take Me Away (ft. Carly Lyn)                                                                            | Single    | 10/09/2021 | MAXX173  | - |
| Blasterjaxx & Dr Phunk                          | Insomniacs (ft. Maikki)                                                                                 | Single    | 10/09/2021 | MAXX174  | - |
| Blackcode & Meikle                              | Rise Above (ft. Caroline Grey)                                                                          | Single    | 17/09/2021 | MAXX175  | - |
| Vion Konger                                     | Paris To Berlin                                                                                         | Single    | 17/09/2020 | MAXX176  | - |
| Blasterjaxx                                     | Saga (ft. Junior Funke)                                                                                 | Single    | 24/09/2019 | MAXX177  | - |
| WildVibes & Auryn                               | Let It Be Unsaid (ft. Arild Aas)                                                                        | Single    | 24/09/2020 | MAXX178  | - |
| Max Moore                                       | Hatchway                                                                                                | Single    | 01/10/2021 | MAXX179  | - |
| Mariana BO                                      | Sonata (Sonata No.8 in C Minor) [Beethoven Remixed]                                                     | Single    | 01/10/2021 | MAXX180  | - |
| Blasterjaxx                                     | Moonlight Sonata Festival I (Sonata No.14 "Moonlight" in C-Sharp Minor, Op.27 No.2: I Adagio Sostenuto) | Single    | 01/10/2021 | MAXX181  | - |
| Danimal                                         | The Storm (ft. Yasmin Jane)                                                                             | Single    | 08/10/2021 | MAXX182  | - |
| Sghob, WildVibes & WYKO                         | Eternal                                                                                                 | Single    | 15/10/2021 | MAXX183  | - |
| Blasterjaxx & Cuebrick                          | Squid Play                                                                                              | Single    | 18/10/2021 | MAXX184  | - |
| Zheno, DJ Frog & Audiosonik                     | My Heart                                                                                                | Single    | 22/10/2021 | MAXX185  | - |
| Raven & Kreyn                                   | Diamonds                                                                                                | Single    | 29/10/2021 | MAXX186  | - |
| Flakkë & Murat Salman                           | Waves (ft. Ceres)                                                                                       | Single    | 29/10/2021 | MAXX187  | - |
| Blasterjaxx & RIELL                             | God Mode                                                                                                | Single    | 05/11/2021 | MAXX188  | Mystica: Chapter 2 / Track 1 |
| Blasterjaxx                                     | Frozen Fire                                                                                             | Single    | 12/11/2021 | MAXX189  | Mystica: Chapter 2 / Track 2 |
| Blasterjaxx                                     | The Crown (ft. Melissa Bonny)                                                                           | Single    | 19/11/2021 | MAXX190  | Mystica: Chapter 2 / Track 3 |
| Captain Curtis                                  | All My Life (ft. Sarah De Warren)                                                                       | Single    | 26/11/2021 | MAXX191  | - |
| Blasterjaxx                                     | Braveheart                                                                                              | Single    | 26/11/2021 | MAXX192  | Mystica: Chapter 2 / Track 4 |
| Dr Phunk & Dimatik                              | This Is Our Story                                                                                       | Single    | 03/12/2021 | MAXX193  | - |
| Blasterjaxx x Raven & Kreyn                     | Rabbit Hole                                                                                             | Single    | 03/12/2021 | MAXX194  | Mystica: Chapter 2 / Track 5 |
| Blasterjaxx                                     | Mystica: Chapter 2                                                                                      | EP        | 03/12/2021 | MAXX195  | God Mode, Frozen Fire, The Crown, Bravehart, Rabbit Hole.                                                                           |
| TBR                                             | To The Beat                                                                                             | Single    | 10/12/2021 | MAXX196  | - |
| Blasterjaxx x Raven & Kreyn                     | Bodytalk (STFU) (D-Stroyer Hard Mix)                                                                    | Remix     | 18/12/2020 | MAXX197  | - |
| Blasterjaxx & Hollywood Undead                  | Shadows                                                                                                 | Single    | 17/12/2021 | MAXX198  | - |
| Carta                                           | Insane                                                                                                  | Single    | 07/01/2022 | MAXX199  | - |
| Blasterjaxx                                     | Burn It To The Ground (ft. Jay Mason)                                                                   | Single    | 14/01/2022 | MAXX200  | - |
| Husman & Lockdown                               | The Last Time                                                                                           | Single    | 28/01/2022 | MAXX201  | - |
| D-Stroyer                                       | Technical Journey                                                                                       | Single    | 04/02/2021 | MAXX202  | - |